# Coppa Libertadores 1969
La Coppa Libertadores 1969 fu la decima edizione della massima manifestazione sudamericana calcistica per club. Fu vinta dall'Estudiantes.

## Ottavi di finale

### Gruppo 1 Colombia, Venezuela
23.02 Unión Magdalena Santa Marta - Deportivo Cali 2:2

23.02 Italia Caracas - Canarias Caracas 2:0

26.02 Canarias Caracas - Deportivo Cali 1:1

01.03 Italia Caracas - Deportivo Cali 2:1

02.03 Canarias Caracas - Unión Magdalena Santa Marta 1:0

05.03 Italia Caracas - Unión Magdalena Santa Marta 2:0

09.03 Canarias Caracas - Italia Caracas 1:1

09.03 Deportivo Cali - Unión Magdalena Santa Marta 3:1

13.03 Deportivo Cali - Italia Caracas 3:0

13.03 Unión Magdalena Santa Marta - Canarias Caracas 1:0

16.03 Unión Magdalena Santa Marta - Italia Caracas 3:0

16.03 Deportivo Cali - Canarias Caracas 2:0
| Club                        | G | V | N | P | Pti | GF | GS |
| --------------------------- | - | - | - | - | --- | -- | -- |
| Deportivo Cali              | 6 | 3 | 2 | 1 | 8   | 12 | 6  |
| Italia Caracas              | 6 | 3 | 1 | 2 | 7   | 7  | 8  |
| Unión Magdalena Santa Marta | 6 | 2 | 1 | 3 | 5   | 7  | 8  |
| Canarias Caracas            | 6 | 1 | 2 | 3 | 4   | 3  | 7  |

### Gruppo 2 Cile, Perù
26.02 Sporting Cristal Lima - Juan Aurich Chiclayo 3:3

26.02 Universidad Católica Santiago - Santiago Wanderers Valparaíso 1:3

01.03 Juan Aurich Chiclayo - Universidad Católica Santiago 2:4

01.03 Sporting Cristal Lima - Santiago Wanderers Valparaíso 2:1

03.03 Sporting Cristal Lima - Universidad Católica Santiago 2:0

03.03 Juan Aurich Chiclayo - Santiago Wanderers Valparaíso 3:1

06.03 Juan Aurich Chiclayo - Sporting Cristal Lima 2:2

06.03 Santiago Wanderers Valparaíso - Universidad Católica Santiago 2:3

11.03 Universidad Católica Santiago - Juan Aurich Chiclayo 1:2

11.03 Santiago Wanderers Valparaíso - Sporting Cristal Lima 2:0

13.03 Universidad Católica Santiago - Sporting Cristal Lima 3:2

13.03 Santiago Wanderers Valparaíso - Juan Aurich Chiclayo 4:1
| Club                          | G | V | N | P | Pti | GF | GS |
| ----------------------------- | - | - | - | - | --- | -- | -- |
| Santiago Wanderers Valparaíso | 6 | 3 | 0 | 3 | 6   | 13 | 10 |
| Sporting Cristal Lima         | 6 | 2 | 2 | 2 | 6   | 11 | 11 |
| Universidad Católica Santiago | 6 | 3 | 0 | 3 | 6   | 12 | 13 |
| Juan Aurich Chiclayo          | 6 | 2 | 2 | 2 | 6   | 13 | 15 |

- Poiché tutte e quattro arrivarono prime a pari merito, si dovettero organizzare degli spareggi.

18.03 Santiago Wanderers Valparaíso - Sporting Cristal Lima 1:1

18.03 Universidad Católica Santiago - Juan Aurich Chiclayo 4:1

20.03 Sporting Cristal Lima - Universidad Católica Santiago 1:2

20.03 Juan Aurich Chiclayo - Santiago Wanderers Valparaíso 0:1
| Club                          | G | V | N | P | Pti | GF | GS |
| ----------------------------- | - | - | - | - | --- | -- | -- |
| Universidad Católica Santiago | 2 | 2 | 0 | 0 | 4   | 6  | 2  |
| Santiago Wanderers Valparaíso | 2 | 1 | 1 | 0 | 3   | 2  | 1  |
| Sporting Cristal Lima         | 2 | 0 | 1 | 1 | 1   | 2  | 3  |
| Juan Aurich Chiclayo          | 2 | 0 | 0 | 2 | 0   | 1  | 5  |

### Gruppo 3 Bolivia, Paraguay
31.01 Cerro Porteño Asunción - Olimpia Asunción 4:1

02.02 Bolívar La Paz - Lítoral Cochabamba 1:0

09.02 Lítoral Cochabamba - Olimpia Asunción 0:3

09.02 Bolívar La Paz - Cerro Porteño Asunción 2:1

??.02 Lítoral Cochabamba - Cerro Porteño Asunción 0:1

??.02 Bolívar La Paz - Olimpia Asunción 1:1

22.02 Lítoral Cochabamba - Bolívar La Paz 1:1

23.02 Olimpia Asunción - Cerro Porteño Asunción 1:2

02.03 Cerro Porteño Asunción - Bolívar La Paz 1:1

07.03 Olimpia Asunción - Bolívar La Paz 4:0

09.03 Cerro Porteño Asunción - Lítoral Cochabamba 6:0

13.03 Olimpia Asunción - Lítoral Cochabamba 2:0
- Spareggio qualificazione

18.03 Olimpia Asunción - Bolívar La Paz 2:1
| Club                   | G | V | N | P | Pti | GF | GS |
| ---------------------- | - | - | - | - | --- | -- | -- |
| Cerro Porteño Asunción | 6 | 4 | 1 | 1 | 9   | 15 | 5  |
| Olimpia Asunción       | 6 | 3 | 1 | 2 | 7   | 12 | 7  |
| Bolívar La Paz         | 6 | 2 | 3 | 1 | 7   | 6  | 8  |
| Lítoral Cochabamba     | 6 | 0 | 1 | 5 | 1   | 1  | 14 |

### Gruppo 4 Ecuador, Uruguay
23.02 Peñarol Montevideo - Nacional Montevideo 1:1

23.02 Deportivo Quito - Barcelona Guayaquil 1:0

26.02 Deportivo Quito - Nacional Montevideo 0:0

26.02 Barcelona Guayaquil - Peñarol Montevideo 0:2

02.03 Deportivo Quito - Peñarol Montevideo 1:1

02.03 Barcelona Guayaquil - Nacional Montevideo 1:1

09.03 Nacional Montevideo - Peñarol Montevideo 2:2

09.03 Barcelona Guayaquil - Deportivo Quito 0:0

13.03 Nacional Montevideo - Barcelona Guayaquil 2:0

15.03 Peñarol Montevideo - Barcelona Guayaquil 5:2

16.03 Nacional Montevideo - Deportivo Quito 4:0

??.03 Peñarol Montevideo - Deportivo Quito 5:2
| Club                | G | V | N | P | Pti | GF | GS |
| ------------------- | - | - | - | - | --- | -- | -- |
| Peñarol Montevideo  | 6 | 3 | 3 | 0 | 9   | 16 | 8  |
| Nacional Montevideo | 6 | 2 | 4 | 0 | 8   | 10 | 4  |
| Deportivo Quito     | 6 | 1 | 3 | 2 | 5   | 4  | 10 |
| Barcelona Guayaquil | 6 | 0 | 2 | 4 | 2   | 3  | 11 |

## Quarti di finale

### Gruppo 1
27.03 Italia Caracas - Cerro Porteño Asunción 0:0

31.03 Cerro Porteño Asunción - Italia Caracas 1:0

04.04 Universidad Católica Santiago - Italia Caracas 4:0

08.04 Universidad Católica Santiago - Cerro Porteño Asunción 1:0

15.04 Italia Caracas - Universidad Católica Santiago 3:2

18.04 Cerro Porteño Asunción - Universidad Católica Santiago 0:0
| Club                          | G | V | N | P | Pti | GF | GS |
| ----------------------------- | - | - | - | - | --- | -- | -- |
| Universidad Católica Santiago | 4 | 2 | 1 | 1 | 5   | 7  | 3  |
| Cerro Porteño Asunción        | 4 | 1 | 2 | 1 | 4   | 1  | 1  |
| Italia Caracas                | 4 | 1 | 1 | 2 | 3   | 3  | 7  |

### Gruppo 2
27.03 Santiago Wanderers Valparaíso - Nacional Montevideo 1:1

02.04 Deportivo Cali - Nacional Montevideo 1:5

06.04 Deportivo Cali - Santiago Wanderers Valparaíso 5:1

09.04 Nacional Montevideo - Santiago Wanderers Valparaíso 2:0

13.04 Nacional Montevideo - Deportivo Cali 2:0

16.04 Santiago Wanderers Valparaíso - Deportivo Cali 3:3
| Club                          | G | V | N | P | Pti | GF | GS |
| ----------------------------- | - | - | - | - | --- | -- | -- |
| Nacional Montevideo           | 4 | 3 | 1 | 0 | 7   | 10 | 2  |
| Deportivo Cali                | 4 | 1 | 1 | 2 | 3   | 9  | 11 |
| Santiago Wanderers Valparaíso | 4 | 0 | 2 | 2 | 2   | 5  | 11 |

### Gruppo 3
30.03 Peñarol Montevideo - Olimpia Asunción 1:1

07.04 Olimpia Asunción - Peñarol Montevideo 0:1
| Club               | G | V | N | P | Pti | GF | GS |
| ------------------ | - | - | - | - | --- | -- | -- |
| Peñarol Montevideo | 2 | 1 | 1 | 0 | 3   | 2  | 1  |
| Olimpia Asunción   | 2 | 0 | 1 | 1 | 1   | 1  | 2  |

- Estudiantes La Plata accede direttamente alle semifinali in quanto campione in carica.

## Semifinali
Universidad Católica Santiago - Estudiantes La Plata 1-3 e 1-3
Nacional Montevideo - Peñarol Montevideo 2-0 e 0-1, spareggio 0-0
- Nota: si qualifica il Nacional per miglior differenza reti nelle prime due partite.

## Finale
Nacional Montevideo - Estudiantes La Plata 0:1 e 0:2
15 maggio 1969 Montevideo Estadio Centenario (65000)

Nacional Montevideo - Estudiantes La Plata 0:1(0:0)

Arbitro: Massaro (Cile)

Marcatori: 0:1 Flores 66

Club Nacional de Football: Manga, Ancheta, Em. Alvarez, Ubiña, Montero Castillo, Mujica, Prieto, Maneiro (Espárrago), Cubilla, Célio, Morales.

Club Estudiantes de La Plata: Poletti, Togneri, Aguirre Suárez, Madero, Malbernat, Carlos Bilardo, Pachamé, Flores, Rudzki (Ribaudo), Conigliaro, Verón.
22 maggio 1969 La Plata Estadio La Plata (55000)

Estudiantes La Plata - Nacional Montevideo 2:0(2:0)

Arbitro: Delgado (Colombia)

Marcatori: 1:0 Flores 22, 2:0 Conigliaro 37

Club Estudiantes de La Plata: Poletti, Togneri, Aguirre Suárez, Madero, Malbernat, Carlos Bilardo, Pachamé, Flores, Rudzki, Conigliaro, Verón.

Club Nacional de Football: Manga, Ubiña, Ancheta, Em. Alvarez, Mujica, Montero Castillo, Prieto, Espárrago, Cubilla, García (Silveira), Morales.